# بخش اوبرا
بخش اوبرا (به اسپانیایی: Departamento Oberá) یک منطقهٔ مسکونی در آرژانتین است که در استان میسیونس واقع شده‌است.